# Линдблад, Бертиль
Бертиль Ли́ндблад (швед. Bertil Lindblad; 26 ноября 1895, Эребру — 26 июня 1965, Сальтшёбаден) — шведский астроном, известный своими работами по исследованию динамики звёзд (в том числе звёздных скоплений) и структуры галактик (в первую очередь Млечного Пути). С 1928 года — член Шведской королевской академии наук, в 1938—1939 и 1960—1961 годах — её президент.

## Биография
В 1920 году окончил университет в Уппсале, в 1920—1921 годах проходил стажировку в обсерваториях Маунт-Вилсон, Гарвардской и Ликской (США). В 1921—1927 годах работал в Уппсальской обсерватории. С 1927 года — профессор астрономии Шведской королевской АН и директор Стокгольмской обсерватории, созданной под его руководством в 1927—1931 годах.
В 1948—1952 годах — президент Международного астрономического союза; в 1952—1955 годах — президент Международного совета научных союзов.
Его сын Пер Улоф Линдблад также стал астрономом.

## Научные достижения
Основные научные работы Линдблада посвящены исследованию динамики звёздных образований. Он обнаружил, что скорости наблюдаемых звёзд поддаются определённым закономерностям. Для их объяснения в 1926 году он предложил концепцию вращения Галактики. Согласно его теории, все тела в Галактике принадлежат к различным взаимопроникающим подсистемам, которые вращаются с различными скоростями и характеризуются различной степенью сплюснутости. Оценил период обращения и массу Галактики. В 1927 году существование вращения Галактики было подтверждено Я. Х. Оортом на основе статистического изучения лучевых скоростей и собственных движений звёзд. Ряд работ Линдблада посвящён изучению спиральной структуры и вращения спиральных галактик. Рассматривая движения звёзд в больших скоплениях (галактиках), нашёл, что звезды стремятся концентрироваться в спиральных рукавах и что спирали лидируют во вращении галактики (в настоящее время считают, что они «волочатся»).
Обнаружил зависимость величины поглощения в ультрафиолетовой части спектра в звёздах поздних спектральных классов от их светимости и правильно отождествил источник поглощения с молекулой циана; в 1922 году разработал на основе этого эффекта метод определения светимости слабых холодных звёзд по спектрам с низкой дисперсией.
Занимался также теорией лучистого равновесия и её применением к изучению поверхностных слоев Солнца, в частности к явлению потемнения диска к краю в 1920 году. В 1934 году впервые показал, что малые частицы межзвёздной пыли могут образовываться и расти путём аккреции и что этот процесс может играть большую роль в образовании и эволюции звёзд.
В честь учёного названы кратер на Луне и астероид 1448 (Линдбладия).